# (4930) Rephiltim
(4930) Rephiltim es un asteroide perteneciente al cinturón de asteroides, descubierto el 10 de enero de 1983 por Steve Salyards desde el Observatorio del Monte Palomar, Estados Unidos.

## Designación y nombre
Designado provisionalmente como 1983 AO2. Fue nombrado Rephiltim en honor a
los hijos del descubridor "Rebecca Anne Salyards", "Philip Stephen Salyards" y "Timothy Theodore Salyards", todos aficionados a observar el cielo nocturno.

## Características orbitales
Rephiltim está situado a una distancia media del Sol de 3,122 ua, pudiendo alejarse hasta 3,272 ua y acercarse hasta 2,972 ua. Su excentricidad es 0,048 y la inclinación orbital 15,52 grados. Emplea 2015 días en completar una órbita alrededor del Sol.

## Características físicas
La magnitud absoluta de Rephiltim es 11,2. Tiene 35,676 km de diámetro y su albedo se estima en 0,054.